# 楊重熙
楊重熙（1570年—？），字工載，號麓崖，陝西西安府咸寧縣人，軍籍，明朝政治人物。

## 生平
萬曆二十二年（1591年）甲午科陝西鄉試第十三名舉人，三十五年（1607年）中式丁未科會試第二百九十名，三甲第二百十八名進士。戶部觀政，授藁城縣知縣，三十八年（1610年）考察。

## 家族
曾祖楊泰；祖父楊臣；父楊翀，知縣。母蕭氏；繼母龐氏。永感下。兄楊重光。